# グロー・オールド・ウィズ・ミー
「グロー・オールド・ウィズ・ミー」（Grow Old With Me）は、ジョン・レノンの楽曲。1980年にデモ音源が録音され、レノンの死後にオノ・ヨーコの共同名義で1984年に発売されたアルバム『ミルク・アンド・ハニー』に収録されている。

## 背景
本作はレノンが生前最後に書いた楽曲のひとつ。1980年に暗殺される前の夏に訪れたバミューダ諸島で書かれた楽曲で、その地でデモ音源が録音された。歌詞は、19世紀のイギリスの詩人であるロバート・ブラウニングがアブラハム・イブン・エズラについて書いた詩「ラビ・ベン・エズラ」の冒頭の二行がそのまま引用されている。
当初1980年に発売の『ダブル・ファンタジー』に収録される予定となっていたが、間に合わなかったことから同作には未収録となった。その後ジャック・ダグラスのプロデュースにより、レノンの死後1984年に発売された『ミルク・アンド・ハニー』に収録された。発売当初の音源は、ドラムマシンのリズムをバックにピアノの弾き語りで録音したデモテイクにエコーエフェクト等を施したものだったが、2001年にEMIから発売されたリマスター盤ではエフェクトが除去され、また曲の終わりにあった音欠けが修正された。
1998年に『ジョン・レノン・アンソロジー』内の一曲として、ジョージ・マーティンによりストリングスが加えられた新たなヴァージョンが発表された。

## 未完成となったビートルズ・バージョン
1994年に「ザ・ビートルズ・アンソロジー」プロジェクトが始動し、ポール・マッカートニー、ジョージ・ハリスン、リンゴ・スターの3人は、同プロジェクトの一環として新曲をレコーディングすることを計画した。マッカートニーは、オノ・ヨーコからレノンが生前に遺したデモテープを受け取った。ここで受け取ったのは、本作と「フリー・アズ・ア・バード」「リアル・ラヴ」「ナウ・アンド・ゼン」の4曲のデモテープだった。
1994年2月より、3人はサセックスにあるマッカートニーの自宅スタジオに集まり、ジェフ・リンをプロデューサーとして迎えて新曲のレコーディングを開始した。受け取ったデモ・テープを基に3人が楽器やコーラスを足し、「フリー・アズ・ア・バード」が『ザ・ビートルズ・アンソロジー1』に、「リアル・ラヴ」が『ザ・ビートルズ・アンソロジー2』に新曲として収録された。その後、『ザ・ビートルズ・アンソロジー3』に収録する楽曲として「ナウ・アンド・ゼン」と共に本作の制作も行われる予定であったが、デモ音源の状態が悪く、前2曲以上に多くの作業を必要とすることから未完成のままとなった（その後「ナウ・アンド・ゼン」については2023年にビートルズ最後の新曲としてリリース）。

## カバー・バージョン

### リンゴ・スターによるカバー
レノンと同じく元ビートルズのメンバーであるリンゴ・スターが、2019年10月25日に発売したアルバム『ホワッツ・マイ・ネーム』で本作をカバーした。カバーするきっかけとなったのは、『ダブル・ファンタジー』や『ミルク・アンド・ハニー』のプロデュースを手がけたジャック・ダグラスとの会話で、ダグラスからの「当時のレノンのデモ音源が収録された『ザ・バミューダ・テープス』を聴いたことがあるか」という一言だった。スターは、「ジョンは生前僕のことを感情の豊かな人といってくれていたんだけど、僕はこれらのデモ音源を聴いたことがなかった」「ジョンのことを思いながら、うまく歌うことが出来たと思っている」と語っている。
本作をカバーするにあたり、スターは同じくバンドメイトだったポール・マッカートニーにもベースとコーラスで参加してもらうことを考え、マッカートニーはこれを快諾。また、ダグラスは本作のストリングス編曲を担当しているが、ストリングスには同じくバンドメイトだったジョージ・ハリスン作の「ヒア・カムズ・ザ・サン」の1フレーズが引用されている。このため、スターは「この曲には、ある意味で僕ら4人が関わっている」とコメントしている。

#### 演奏
- リンゴ・スター - ボーカル、ドラム
- ポール・マッカートニー - ベース、バッキング・ボーカル
- ジョー・ウォルシュ - ギター

### その他のアーティストによるカバー
リンゴ・スター以外にも、本作は以下のアーティストによってカバーされた。
- メアリー・チャピン・カーペンター（英語版） - 1995年に発売のトリビュート・アルバム『Working Class Hero: A Tribute to John Lennon』[5]と1999年に発売のコンピレーション・アルバム『Party Doll and Other Favorites』に収録[6]。
- マイケル・ウィナンス feat. レジーナ・ウィナンス - 2000年に発売のウィナンスのアルバム『Always Remember』に収録[7]。
- ヤングスタウン（英語版） - 2001年に発売のアルバム『Down for the Get Down』に収録[8]。
- ザ・ポスタル・サーヴィス - 2003年に発売のアルバム『ギヴ・アップ』[9]、2007年に発売のコンピレーション・アルバム『Instant Karma: The Amnesty International Campaign to Save Darfur』[10]と『Make Some Noise: The Amnesty International Campaign to Save Darfur』[11]に収録。
- ピーター・ブラインホルト（英語版） - 2008年に発売のコンピレーション・アルバム『The Best of Peter Breinholt』に収録[12]。
- トニー・ケニー - 2009年に発売のコンピレーション・アルバム『The Collection: 20 Classic Songs』でカバー[13]。
- McCartney K - 2011年に発売のトリビュート・アルバム『Lennon Bermuda』に収録[14]。
- アニー・モーゼス・バンド（英語版） - 2016年に発売のカバー・アルバム『The Art of the Love Song』に収録[15]。
- The Hit Crew - 2018年に発売のコンピレーション・アルバム『Drew's Famous Instrumental Country Collection, Vol. 21』に収録[16]。

## 収録アルバム
- ミルク・アンド・ハニー
- ジョン・レノン・アンソロジー
- 決定盤ジョン・レノン〜ワーキング・クラス・ヒーロー
- ギミ・サム・トゥルース.